# Geranium gardneri
Geranium gardneri là một loài thực vật có hoa trong họ Mỏ hạc. Loài này được de Lange mô tả khoa học đầu tiên năm 2005.